# Andrew Howe

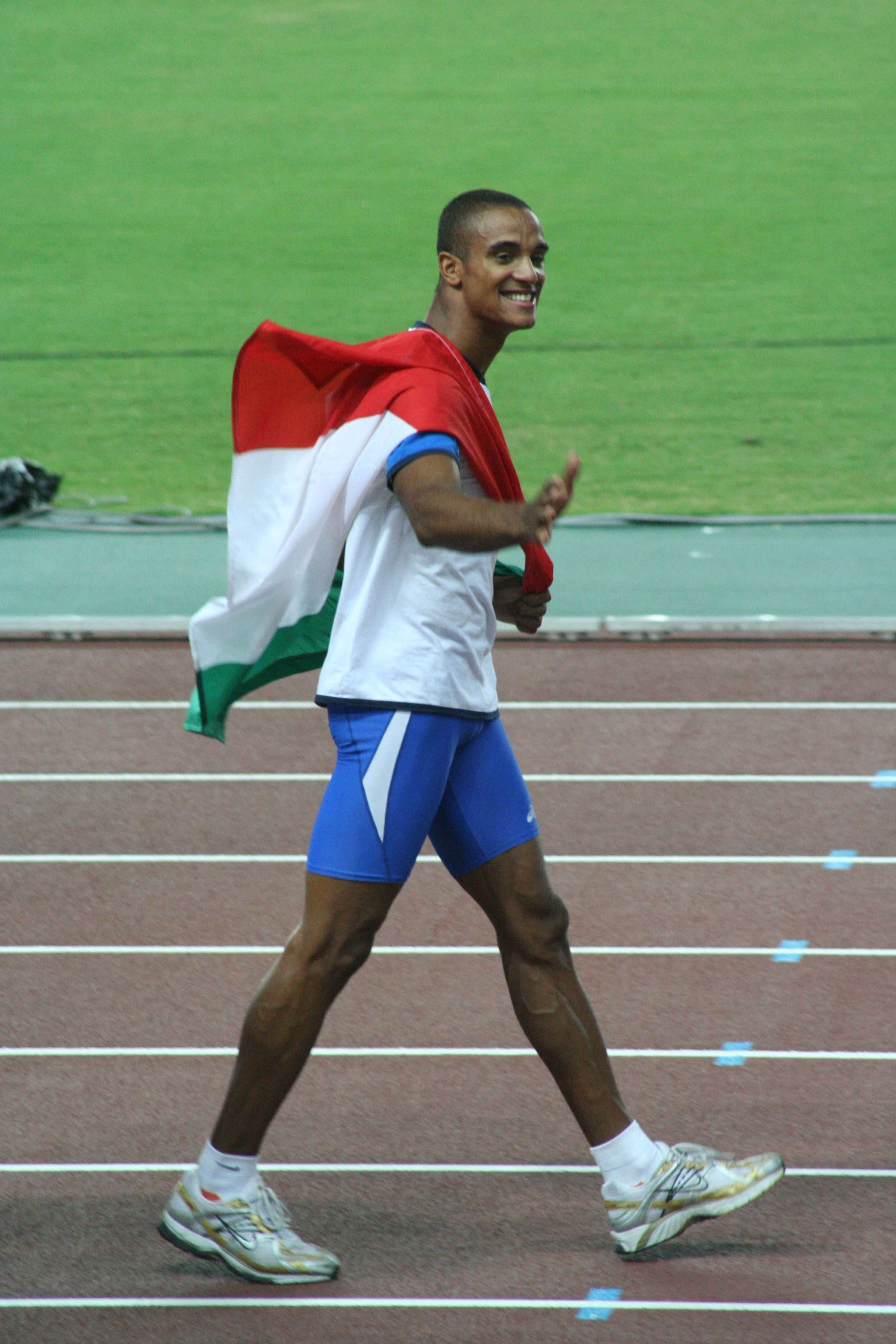
Andrew Howe celebró la medalla de plata conseguida en los campeonatos del mundo de atletismo de 2007 en Osaka, así como su plusmarca personal en la final de longitud, con un salto de 8,47 metros.

Andrew Howe (Los Ángeles, Estados Unidos, 12 de mayo de 1985) es un atleta nacionalizado italiano que mide 1'84 m y pesa 73 kg especialista en salto de longitud y pruebas de velocidad. Fue campeón de Europa de salto de longitud en Gotemburgo 2006.

## Carrera profesional
Andrew nació en Estados Unidos de padres estadounidenses. Su madre Renée Felton había sido una atleta especialista en vallas. En 1990 Renée Felton se casó en segundas nupcias con un italiano, Ugo Besozzi, y se trasladó a vivir a Rieti con él. Por eso Andrew Howe tomó la nacionalidad italiana, país al que llegó con cinco años.
Andrew fue siempre muy aficionado a los deportes, y practicó fútbol y baloncesto, antes de decidirse por el atletismo. En 2001 fue medalla de bronce en salto de longitud en los mundiales juveniles de Debrecen, Hungría, con una marca de 7'61 metros.
En los mundiales junior de 2004 celebrados en Grosseto, Italia, ganó dos medallas de oro, en los 200 metros (20,28s) y en salto de longitud (8'11m).
Participó en los Juegos Olímpicos de Atenas 2004, donde fue eliminado en cuartos del final de los 200 metros.
En los Campeonatos del Mundo de Helsinki 2005 también fue eliminado en cuartos del final de los 200 metros, así como en las elimintarias de los relevos 4 x 100 metros.
A nivel senior su revelación ha sido en 2006. En marzo fue 3º en salto de longitud en los mundiales indoor de Moscú, y en agosto consiguió su éxito más importante, el oro de los Campeonatos de Europa de Gotemburgo.
Además el 14 de julio consiguió en Roma su mejor marca personal con 8'41 metros, una de las mejores del mundo este año.

## Resultados
- Mundiales Juveniles de Debrecen 2001 - 3º en salto de longitud (7'61)
- Mundiales Junior de Grosseto 2004 - 1º en 200 m (20,28), 1º en salto de longitud (8'11)
- Mundiales Indoor de Moscú 2006 - 3º en salto de longitud (8'19)
- Europeos de Gotemburgo 2006 - 1º en salto de longitud (8'20)
- Mundiales de Osaka 2007 - 2° en salto de longitud (8'47)

## Mejores marcas
- 100 metros - 10,68 (Terminillo, 2003)
- 200 metros - 20,28 (Grosseto, 2004)
- 400 metros - 46,03 (Rieti, 2006)
- Salto de longitud - 8'47 (Osaka, 2007)